# Aphelandra lyrata
Aphelandra lyrata är en akantusväxtart som beskrevs av Christian Gottfried Daniel Nees von Esenbeck. Aphelandra lyrata ingår i släktet Aphelandra och familjen akantusväxter. Inga underarter finns listade i Catalogue of Life.